# Arthur Abraham
Arthur Abraham, właśc. Awetik Abrahamjan (orm. Ավետիք Աբրահամյան; ur. 20 lutego 1980 w Erywaniu) – niemiecki bokser pochodzenia ormiańskiego, były mistrz świata organizacji IBF w kategorii średniej (do 160 funtów), były mistrz świata organizacji WBO w kategorii super średniej (do 168 funtów). Pokonał 16 zawodników o tytuł mistrza świata.

## Kariera amatorska
Bilans walk amatorskich to 81 zwycięstw, 6 remisów i 3 porażki. W 1997 zdobył tytuł amatorskiego mistrza Niemiec w kategorii średniej.

## Kariera zawodowa
Karierę zawodową zaczął w sierpniu 2003. W kwietniu 2005 znokautował w piątej rundzie byłego mistrza świata wagi średniej, Héctora Javiera Velazco, a następnie pokonał na punkty Howarda Eastmana. Rok zakończył zdobyciem wakującego tytułu mistrza świata organizacji IBF, nokautując w piątej rundzie Nigeryjczyka Kingsleya Ikeke.
W 2006 obronił swój tytuł trzy razy, pokonując na punkty kolejno Shannana Taylora, Kofi Jantuaha i Edisona Mirandę. W tym ostatnim pojedynku Abraham już w czwartej rundzie doznał złamania szczęki. Kolumbijczykowi natomiast sędzia odjął aż pięć punktów – dwa w piątej rundzie za zamierzone uderzenie rywala głową, kolejne dwa w siódmej i jeden w jedenastej za ciosy poniżej pasa.
26 maja 2007 Abraham po raz czwarty przystąpił do obrony swojego mistrzowskiego pasa. Pretendentem do tytułu był niepokonany do tej pory Kanadyjczyk Sébastien Demers. Abraham wygrał pojedynek przez techniczny nokaut w trzeciej rundzie. 18 sierpnia zmierzył się z Khorenem Ghevorem z Armenii. Abraham wygrał pojedynek nokautując rywala w jedenastej rundzie. W ostatnim pojedynku w 2007 pokonał przez techniczny nokaut w piątej rundzie Wayne’a Elcocka.
W 2008 stoczył trzy walki. 29 marca znokautował w dwunastej, ostatniej rundzie Elvina Ayalę. 21 czerwca stoczył swój pierwszy pojedynek w Stanach Zjednoczonych – w rewanżowej walce już w czwartej rundzie znokautował Edisona Mirandę (który wcześniej dwukrotnie leżał na deskach). Nie była to walka mistrzowska, a bokserzy walczyli w ustalonym wcześniej limicie wagowym wynoszącym 166 funtów. W ostatnim pojedynku w 2008 pokonał przez techniczny nokaut w szóstej rundzie oficjalnego pretendenta do tytułu, Raúla Márqueza.
W 2009 dwukrotnie obronił tytuł mistrza świata, pokonując Lajuana Simona (na punkty) oraz Mahira Orala (TKO w dziesiątej rundzie).
Niedługo po tej walce zrezygnował z tytułu mistrza świata IBF w kategorii średniej i zmienił kategorię wagową na wyższą, aby wystartować w turnieju Super Six – pojedynku sześciu najlepszych bokserów w kategorii super średniej. 17 października 2009, w pierwszym pojedynku tego turnieju, znokautował w ostatniej, dwunastej rundzie Jermaina Taylora. 27 marca 2010, w kolejnej walce z tego cyklu zmierzył się z Andre Dirrellem i został zdyskwalifikowany w jedenastej rundzie za uderzenie leżącego rywala (Dirrell poślizgnął się na mokrym ringu i upadł). Wcześniej w czwartej rundzie Abraham po raz pierwszy w karierze leżał na deskach i był liczony. 27 listopada 2010 Abraham przegrał po raz drugi w karierze. Jego pogromcą okazał się Anglik Carl Froch, z którym przegrał jednogłośnie na punkty w walce o mistrzostwo świata WBC. 12 lutego 2011 Abraham, korzystając z przerwy w występach w Super Six, zmierzył się ze Stjepanem Božiciem, którego pokonał przez TKO w drugiej rundzie. 14 maja 2011 przystąpił do półfinału w turnieju Super Six, w którym jego przeciwnikiem był mistrz WBA, Andre Ward. Abraham przegrał wysoko na punkty, równocześnie odpadając z turnieju. Po pokonaniu Pablo Oscara Natalio Fariasa i Piotra Wilczewskiego, otrzymał szansę walki o mistrzostwo świata WBO kategorii super średniej. 25 sierpnia 2012 roku pokonał jednogłośnie na punkty czempiona WBO Roberta Stieglitza i zdobył pas mistrza świata w drugiej kategorii wagowej. 27 września 2014 pokonał jednogłośnie na punkty Anglika Paula Smith′a.
21 lutego 2015 w berlińskiej hali O2 World Arena wygrywając w rewanżowej walce na punkty 116:112, 117:111 i 117:111 z Paulem Smithem (35-5, 20 KO), po raz trzeci obronił tytuł mistrza świata federacji WBO kategorii super średniej.
18 lipca 2015 w Halle w czwartym pojedynku z Robertem Stieglitzem (47-4-1, 27 KO) wygrał przez techniczny nokaut w szóstej rundzie, broniąc po raz czwarty z rzędu tytuł mistrza świata federacji WBO.
9 kwietnia 2016 w Las Vegas przegrał na punkty z Gilberto Ramírezem (34-0, 24 KO), tracąc tytuł mistrza świata federacji WBO, kategorii super średniej. Sędziowie punktowali pojedynek w stosunku 120:108 na korzyść Meksykanina.
Był gościem talk-show RBB Thadeusz (2006). 15 maja 2008 miał premierę film dokumentalny o jego karierze bokserskiej Es geht um alles! (2008). 24 października 2009 roku w Kolonii otwarto wystawę „Ring” autorstwa Olivera Pochera, który występuje przeciwko Abrahamowi-mistrzowi boksu na ringu. 9 kwietnia 2010 roku Abraham wziął udział w pokazie tańca w programie RTL Let’s Dance, ale po pierwszym odcinku opuścił show, by w pełni skoncentrować się na swojej karierze bokserskiej. Grał drugoplanową rolę boksera Richarda Vogta w biograficznym dramacie sportowym Uwe Bolla Max Schmeling (2010) u boku Henry’ego Maske i Yoana Pablo Hernándeza. Pojawił się także gościnnie w telewizyjnym filmie MDR Bambi hilft Kindern (2010), jako armeński bokser w dokumentalnym filmie historycznym NDR Aghet – Ein Völkermord (2010) z Martiną Gedeck i Gottfriedem Johnem, w kinowej komedii Tila Schweigera Tata do pary 2 (Kokowääh 2, 2013) jako brat sprzedawczyni oraz w roli Herkurana w jednym z odcinków serialu kryminalnego NDR Tatort: Willkommen in Hamburg (Miejsce zbrodni. Witamy w Hamburgu, 2013) z Tilem Schweigerem, a także w teledysku do utworu „Boom Boom” (2011) ormiańskiej wokalistki Emmy Bedżanian.
28 kwietnia 2018 w Baden-Arena w Offenburgu, zmierzył się z Patrickiem Nielsenem (29-3, 14 KO). Po dwunastu rundach sędziowie punktowali dwukrotnie 116-111 na korzyść Abrahama i 113-114 dla Duńczyka.